# Croce di Matilde
La croce di Matilde (in tedesco Mathildenkreuz; in latino Crux Matildae) è una croce processionale ottoniana del tipo crux gemmata, risalente all'XI secolo e conservata a Essen, nel tesoro della cattedrale. Prende il nome dalla badessa Matilde († 1011) che è raffigurata come donatrice su una placca in smalto cloisonné sullo stelo della croce.
Fu realizzata tra il 1000 circa, quando Matilde era badessa, e il 1058, quando morì la successiva badessa Teofano, a seconda dell'interpretazione che si vuole dare alle circostanze della sua creazione. Entrambe erano principesse della dinastia ottoniana. Potrebbe essere stato completata in più fasi e il corpo del Cristo crocifisso potrebbe essere una sostituzione ancora successiva. La croce, che è anche chiamata la "seconda croce di Mathilde", fa parte di un gruppo insieme alla Croce di Ottone e Matilde o "prima croce di Mathilde" della fine del secolo precedente, alla Croce Senkshmelz e alla Croce di Teofano. Tutte le croci furono eseguite per l'abbazia di Essen, ora cattedrale di Essen, e sono conservate nel tesoro della cattedrale, dove questa croce è il numero di inventario 4.

## Storia
Dalla sua creazione, la croce è sempre stata localizzata ad Essen, fatta eccezione per le evacuazioni durante le guerre e altre crisi. A causa delle somiglianze con le altre due croci del tesoro della Cattedrale, che mostrano Matilde e furono anch'esse donate a Essen, si presume che appartenga all'abbazia ininterrottamente dalla sua donazione fino alla secolarizzazione del 1802. Tuttavia, i documenti sopravvissuti dell'abbazia, poi cattedrale, non menzionano esplicitamente la croce. L'Inventarium reliquiarum Essendiensium del 12 luglio 1627, il primo inventario del tesoro dell'Abbazia, non consente una certa identificazione, poiché riportava solo "Due crocifissi riccamente decorati con pietre preziose e oro, ma rame dorato sul retro". Questa descrizione si applica a tutte e quattro le croci astili nel tesoro della Cattedrale di Essen. Il Liber Ordinarius, che regolava l'uso liturgico del tesoro del monastero, menziona solo le croci processionali in generale. Durante la Guerra dei Trent'anni la badessa del monastero fuggì a Colonia con i tesori, durante altre crisi la croce fu probabilmente nascosta nell'area del monastero. Ciò è documentato nel 1794, quando i francesi avanzarono su Essen e il tesoro del monastero fu portato a Steele, oggi quartiere di Essen, nell'orfanotrofio donato dalla badessa Franziska Christine von Pfalz-Sulzbach.
Durante la secolarizzazione, la Congregazione cattolica di San Giovanni rilevò la collegiata e il suo inventario come chiesa parrocchiale, che poi divenne cattedrale di Essen. Durante la rivolta della Ruhr nel 1920, l'intero tesoro del monastero fu portato a Hildesheim in gran segreto, da dove fu restituito nel 1925 nelle stesse circostanze segrete.
Durante la seconda guerra mondiale, il tesoro della cattedrale fu portato prima a Warstein, poi ad Albrechtsburg a Meißen e da lì a un bunker a Siegen. Trovata lì dalle truppe americane dopo la fine della guerra, la croce con il tesoro finì nel Museo statale di Marburg e successivamente in un punto di raccolta di opere d'arte al castello di Dyck vicino a Rheydt. Dall'aprile all'ottobre 1949 il tesoro della Cattedrale di Essen fu esposto a Bruxelles e Amsterdam in irripetibili mostre assieme agli altri tesori recuperati alla fine della guerra, per poi essere riportato a Essen.
Con l'istituzione della diocesi della Ruhr nel 1958 e l'elevazione della parrocchiale cattolica di Essen alla cattedrale, la proprietà della croce è passata alla diocesi di Essen.

## Descrizione

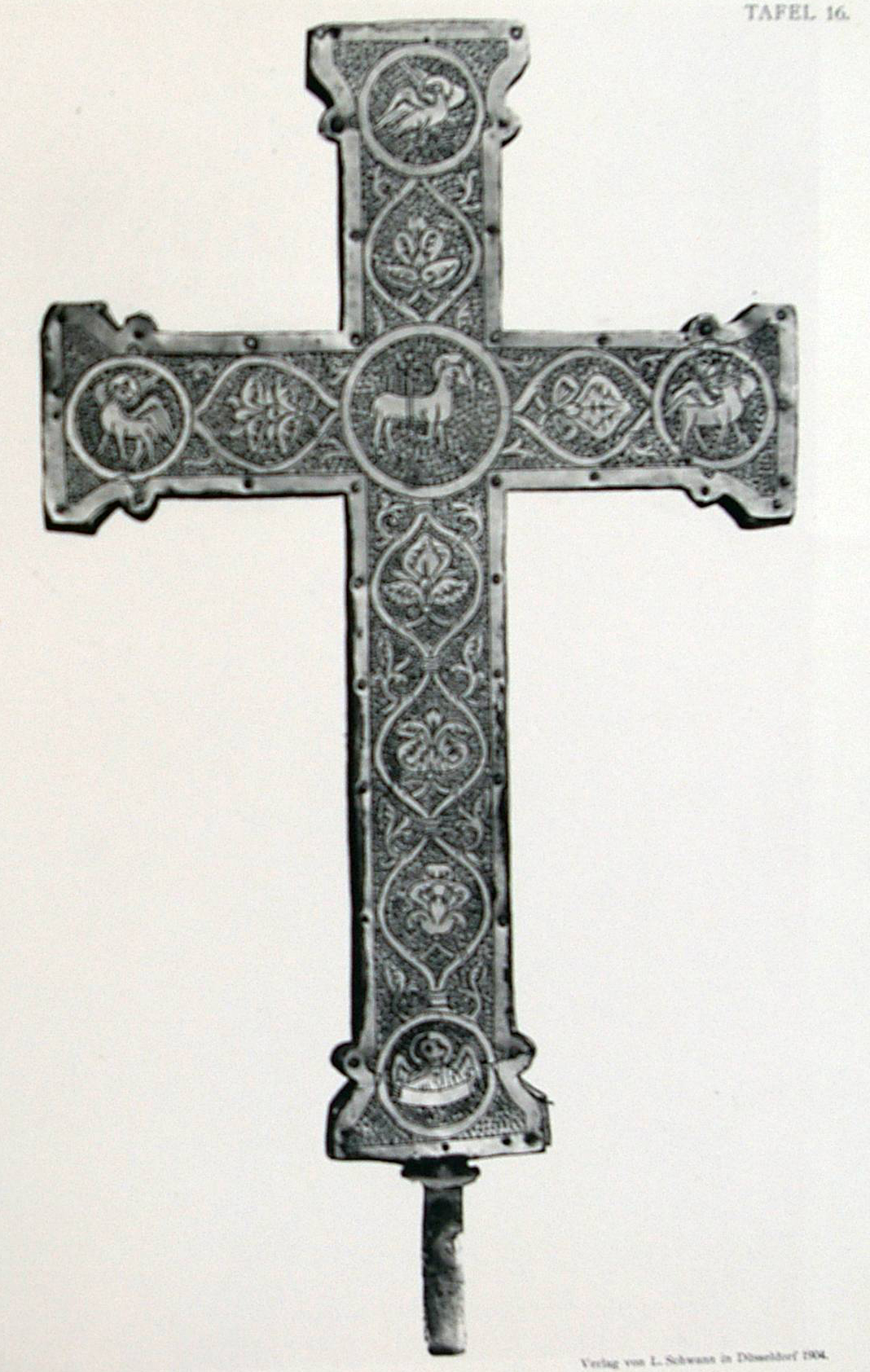
Il retro della Croce di Matilde

La Croce di Matilde è alta 45 cm e larga 30,5 cm. Le traverse sono lunghe 6,3 cm e profonde 2,2 cm. È costituita da un'anima in legno di quercia rivestita in foglia d'oro. Sotto la croce c'è una moderna sfera di vetro che funge da maniglia. Le estremità della croce latina sono svasate come nella prima croce di Matilde e nella Croce di Lotario ad Aquisgrana. I bordi e il rovescio della Croce di Matilde sono ricoperti di rame dorato. Il retro è decorato con un Agnus Dei punzonato, accompagnato dai simboli dei quattro Evangelisti. Sul dritto si trova un crocifisso fuso in bronzo e dorato, con tre cavità per contenere le reliquie: due sul retro e una nella testa . A sinistra e a destra del crocifisso ci sono tondi di smalto con personificazioni del Sole e della Luna, circondati da quattro perle ciascuno e da una lavorazione a filigrana. Sopra il crocifisso c'è il titulus crucis in smalto: IHC NAZA / RENVS REX / IVDEORV ("Gesù di Nazareth, Re dei Giudei"), sopra il quale c'è una grande pietra rossa circondata da quattro perle. Sotto il crocifisso si trova un cammeo marrone con un leone e sotto di esso si trova una lastra di smalto con il ritratto del donatore che raffigura Matilde in abiti monastici, inginocchiata in preghiera davanti alla Madonna con la scritta dedicatoria. La zona centrale con il crocifisso, il ritratto della donatrice, l'iscrizione della croce, il cammeo del sole, della luna e del leone sono delimitati da una striscia di lastre e pietre di smalto alternate, ciascuna circondata da quattro perle. Alla fine di ogni traversa ci sono quattro pietre colorate a forma di lacrima attorno a una pietra centrale. Sul braccio destro, la pietra centrale è un cammeo con un busto femminile rivolto a sinistra. Sul braccio sinistro si trova un altro cammeo intagliato in un pezzo di onice rigato, raffigurante di profilo un soldato con l'elmo, che impugna una lancia.
La Croce di Matilde è generalmente considerata la più debole delle quattro croci processionali di Essen in termini di qualità artistica. Pothmann ritiene che l'arte e l'artigianato dispiegati in questa croce non siano di qualità così elevata come per le altre. Nel 1904, Humann la descrisse come una "grandezza ingombra e, sotto ogni aspetto, un'immagine più rozza". La valutazione artistica della croce è resa complicata da un restauro non documentato che deve essere avvenuto tra il 1904 e il 1950. In questo restauro sono stati fusi gli smalti dei bordi, permettendo di vedere i colori sottostanti.

### Crocifisso

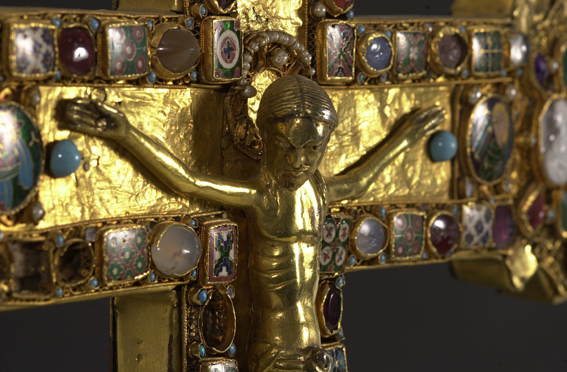
Dettaglio del crocifisso

Gesù sta in piedi su un suppedaneo, con le gambe unite. I piedi non sono inchiodati. Il perizoma è annodato al centro e cade uniformemente in ampie pieghe. Le braccia sono leggermente disuguali in lunghezza. La testa è piegata di lato ed è circondata da un'aureola attaccata al braccio orizzontale della croce e non è posizionato per tenere conto dell'inclinazione della testa. Humann definisce la posizione del corpo goffa. Fino al 2010, le cavità sul suo lato posteriore contenevano tre piccoli pacchetti di reliquie, tenuti in posizione da lacci. Le reliquie erano state associate alla croce sin dalla sua creazione. La reliquia nella cavità più bassa era avvolta in un pezzo di taffetà color porpora, ma priva di cedula (foglietto identificativo). Nella cavità centrale si trovava una reliquia avvolta in lino bianco con una cedula di accompagnamento, indicante innocentu, interpretabile come una reliquia della strage degli innocenti. La cedula è scritta in minuscola carolingia, il che la data al X o XI secolo e la localizza nello scriptorium dell'abbazia di Essen.
C'erano altre tre cedule frammentarie di pergamena su frammenti di stoffa nella cavità della testa, con frammenti di seta rossa. La loro scrittura ha elementi tipici dello scriptorium di Essen; uno dei frammenti nomina san Lorenzo († 258). La croce conteneva quindi le reliquie di san Lorenzo e dei santi Innocenti, più altre non identificate. La presenza di una reliquia di san Lorenzo è comprensibile dal momento che Ottone I, nonno della badessa Mathilde, attribuì a san Lorenzo la vittoria della a Lawrence il suo successo nella battaglia di Lechfeld (955). La storica Annemarie Stauffer ha sottolineato il simbolismo cromatico delle copertine del reliquiario: il tessuto di lino bianco nel corpo della figura di Cristo si trova al posto del corpo martoriato di Cristo, il lino come materiale di benda tipico per la guarigione dell'umanità attraverso la morte sacrificale di Cristo e il fagottino rosso al posto del perizoma per il martirio. Il colore viola nella testa di Cristo non è univoco, ma è collegabile al trionfo di Cristo sulla morte e alla sua regalità. I tessuti delle reliquie e le cedole sono ora conservati nella camera del tesoro della cattedrale separatamente con i numeri di inventario da MK1 a MK4.

### Smalti
La Croce di Mathilde era dotata di quaranta tavolette di smalto, di cui ne rimangono 37: lo smalto con il ritratto della donatrice, lo smalto con l'iscrizione della croce, due smalti tondi con le personificazioni del Sole e della Luna e 33 smalti ornamentali. Altri tre smalti ornamentali andarono perduti prima della più antica descrizione della croce. Di tutti gli oggetti del tesoro di Essen, la Croce di Mathilde è il più riccamente decorato con smalti. Tutte le cornici smaltate sono filigranate.

#### Ritratto della donatrice

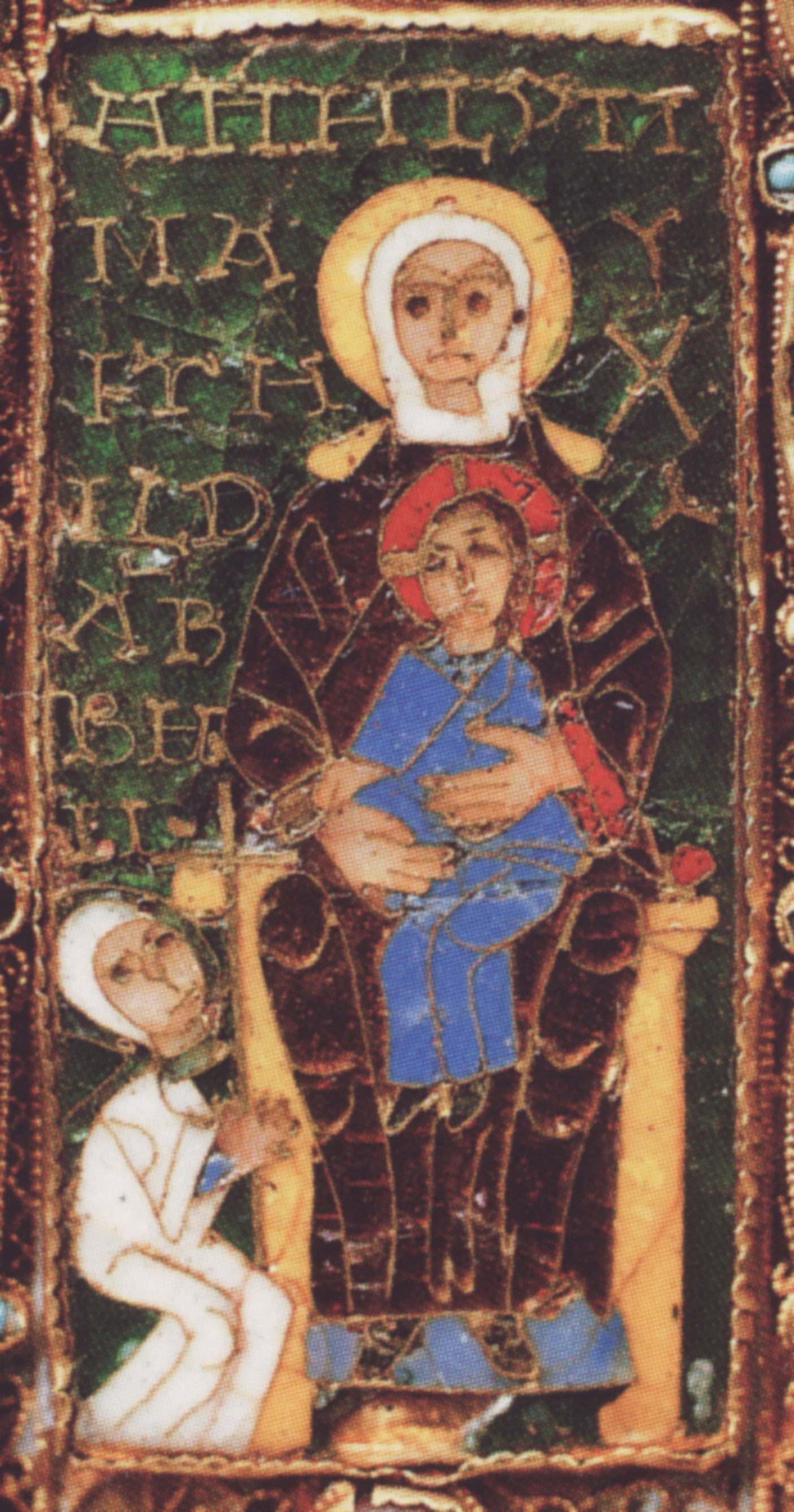
La targa smaltata con il ritratto di Matilde

Lo smalto ha dimensioni 6 cm x 2,9 cm. L'iconografia è quella del "trono di Sapienza" e mostra una Madonna in trono in vista frontale a destra, che tiene il Bambino Gesù sul ginocchio sinistro, di fronte a una figura vestita con le vesti bianche di una monaca. La monaca tiene una croce con entrambe le mani, che offre a Gesù bambino. Il bambino allunga entrambe le mani verso la croce in un gesto di accettazione. Un'iscrizione MA / HTH / ILD / AB / BH / II permette di identificare la figura inginocchiata come la badessa Mathilde. L'iscrizione è probabilmente errata ed è da intendere come AB / BA / TI, ossia ABBATI (SSA). Sopra e a destra della Madonna ci sono altre due iscrizioni, incomprensibili. Si teorizza che siano versioni mutilate di iscrizioni greche. L'epigrafista Sonja Hermann suggerisce che, per quanto riguarda la scritta superiore, lo smaltatore abbia confuso la terza e la quarta lettera e abbia invertito una Τ, che darebbe ΜΗΤΗΡ (μήτηρ - "madre"). Hermann ritiene invece di leggere i simboli sulla destra, disposti verticalmente, come ΙΥ ΧΥ e quindi come abbreviazione di Ι (ησο) ύ Χ (ριστο) ύ ("di Gesù Cristo").
Lo sfondo dello smalto è in verde traslucido, con le lettere incastonate in oro. La testa di Maria è circondata da un'aureola di giallo opaco e indossa un cappuccio bianco e una veste traslucida marrone-viola con maniche rosso ocra. La veste e le maniche sono armonizzate da un unico profilo in filo d'oro. Maria siede su un trono giallo, con i piedi in scarpe grigie appoggiate su un poggiapiedi blu. Il suo viso è beige, con i suoi occhi circolari dello stesso colore del viso. Le sopracciglia, il naso e la bocca sono raffigurati con fili d'oro. La posa ieratica di Maria è una caratteristica notevole delle Sedes Sapentiae.
Il bambino si siede sul ginocchio sinistro di Maria, le sue gambe pendono tra le sue ginocchia. Gesù ha un'aureola rossa con una croce d'oro. Il suo viso è dettagliato in oro, come quello di Maria. Cristo indossa una veste blu, con fili d'oro che indicano pieghe e scarpe grigie. L'abbigliamento di Mathilde è costituito da una vestaglia bianca aderente di un monaco, con un cappuccio bianco che è dettagliato con filo d'oro. Sotto la veste, come è visibile sulle sue braccia, indossa una biancheria intima blu. La croce che tiene in posizione verticale è delineata con un filo d'oro più largo. Poiché la trave trasversale verticale si fonde con il lato del trono e la traversa orizzontale si fonde con il bracciolo del trono, la croce stessa è difficile da distinguere. La linea di vista di Mathilde passa attraverso il transetto della sua croce e la mano di Cristo fino al volto del suo salvatore.
Questo ritratto del donatore mostra parallelismi con il ritratto del donatore sulla copertina dell'Evangeliario di Teofano, in cui Teofano assume una posa simile ma più orizzontale, e presenta la sua donazione a una Maria in trono. A causa della somiglianza della postura della Madonna in trono con la Madonna d'oro di Essen è stato ipotizzato che l'atto di donazione vero e proprio sia stato compiuto in presenza della statua.

#### Titulus crucis
La scritta del titulus crucis sopra il crocifisso IHC NAZA / RENVS REX / IVDEORV è realizzata in filo d'oro su uno sfondo blu traslucido. È circondata da un ampio bordo dorato e le linee dell'iscrizione sono separate da strisce dorate. Le lettere sono rese facilmente leggibili, ma non raggiungono la precisione del loro modello sulla Croce di Ottone e Matilde. La puntinatura del bordo dorato, caratteristica della bottega di Egberto di Treviri, è assente, in contrasto con l'iscrizione targa della Croce di Ottone e Matilde.

#### Sole e Luna

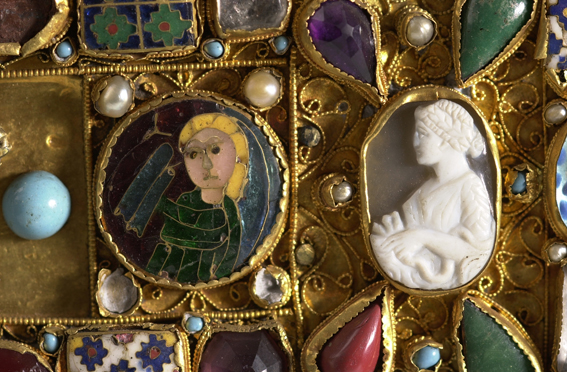
La personificazione della Luna e l'antico cammeo sul braccio destro della croce

I due medaglioni tondi in smalto con personificazioni del Sole e della Luna, che simboleggiano il lutto di tutta la creazione alla morte di Cristo, si trovano sul braccio orizzontale della croce. Entrambe le personificazioni guardano verso Gesù, il Sole da sinistra e la Luna da destra. Lo sfondo della targa smaltata raffigurante il Sole è di colore verde. Il busto del Sole ha un'espressione triste e le sue mani sono alzate al viso. I suoi occhi marrone-viola sono rotondi e le sue sopracciglia e il suo naso bulboso sono formati da un filo, mentre la sua bocca spalancata è formata da altri due fili. Una fronte corrugata è formata da un filo a forma di Y, rafforzando l'espressione triste. Il Sole indossa una corona con quattro raggi frastagliati nei suoi capelli dorati e tiene un panno davanti al suo viso.
La placca smaltata della Luna è realizzata come un'immagine speculare della placca del Sole. La Luna tiene anche un panno davanti al viso. Lo smalto è più scuro, l'uso del filo è leggermente migliore. In contrasto con lo smalto del Sole, i vestiti e i capelli della Luna sono pieni di fili. Per il viso lo smaltatore ha utilizzato un unico filo per naso e bocca.

#### Smalti del bordo
Gli smalti del bordo si alternano a pietre preziose. In totale ci sono cinque diversi motivi in cinque diversi colori. Undici degli smalti hanno un motivo a gradini simile a un tappeto, sette smalti sono divisi in campi. In cinque smalti una croce diagonale è il motivo, spesso caratterizzato da motivi circolari con fiori quadrifoglio. Gli smalti rimanenti presentano fiori quadrifoglio modificati. Croci diagonali, motivi a gradini e fiori quadrifoglio si trovano anche come motivi sulla Croce Senkschmelz. I colori utilizzati sono il verde bottiglia traslucido e il blu scuro, nonché il bianco opaco, il rosso, il verde giada, il turchese, il blu e il giallo. Molti degli smalti hanno una controparte invertita, che a volte si trova contrapposta. È probabile che tutti gli smalti del bordo fossero originariamente accoppiati, quindi l'aspetto della croce doveva essere meno caotico di quanto lo sia oggi.

### Cammei
La Croce di Mathilde contiene tre gemme classiche incise a cammeo, che hanno un ruolo iconografico significativo. Sulla trave orizzontale della croce c'è un calcedonio brunastro, con un leone sdraiato o addormentato. Sul braccio sinistro della croce, un onice striato orizzontalmente raffigura un guerriero con lancia e elmo di profilo rivolto verso Gesù. Di fronte a lui, sul braccio destro della croce si trova un cammeo ovale con un busto femminile leggermente scolpito su fondo scuro. Tutti i cammei sono spolia romani.
Il significato iconografico dei cammei non è ancora del tutto chiaro. Il leone si trova sul braccio verticale della croce nello stesso punto in cui il serpente appare sulla Croce di Ottone e Matilde e in cui appare il cammeo della Gorgone sulla Croce Senkshmelz, ed entrambi simboleggiano la sconfitta del male a causa del crocifissione di Cristo. Anche il cammeo del leone può essere inserito in questo sistema simbolico. Ma la raffigurazione del leone sdraiato pacificamente potrebbe avere anche un altro significato: nel Physiologus, una caratteristica del leone è che il terzo giorno dà vita ai suoi piccoli appena nati con il suo respiro, il che rende il leone un simbolo della risurrezione di Cristo. Il cammeo del leone potrebbe quindi essere interpretato anche come un riferimento alla speranza di resurrezione del donatore raffigurata sulla placca di smalto sottostante.
Il significato dei cammei sui bracci orizzontali è ancora meno chiaro. L'uso di questi particolari oggetti di spolia sembra intenzionale, ma non è stata ancora realizzata una convincente interpretazione iconografica del guerriero nudo con lancia ed elmo e delle donne nobili. Poiché entrambi guardano verso Gesù, come il Sole e la Luna, sembra possibile che abbiano lo scopo di amplificare quelle immagini, benché di base, probabilmente, siano stati selezionati e montati sulla croce nient'altro che per il loro valore estetico.

## Datazione e interpretazione
La Croce di Matilde è sempre stata considerata connessa alle altre tre croci processionali ottoniane del tesoro della Cattedrale di Essen. Ai primi del Novecento, lo storico Humann notò parallelismi significativi con la Croce di Ottone e Matilde e con la Croce Senkshmelz, tanto che presumeva che l'orafo della Croce di Matilde conoscesse almeno la Croce di Ottone e Matilde (a lui nota come la Croce Vecchia di Matilde. La forma e l'idea generale della Croce di Ottone e di Matilde sono adottate dalla Croce di Matilde: il ritratto del donatore, l'iscrizione della crocifissione, Gesù crocifisso su fondo dorato circondato da un elaborato bordo. L'adozione è particolarmente significativa nel caso dell'iscrizione sopra la crocifissione, poiché l'iscrizione sulla Croce di Matilde è copiata direttamente dalla croce più antica. Il confine temporale è dato dalla Croce Senkschmelz: la Croce di Matilde deve essere più giovane di questi due modelli. Nel 1904, Humann concluse sulla base dell'immagine di Matilde, che la Croce di Matilde fu realizzata prima del 1011, anno della sua morte. Sulla base del fatto che la Croce di Matilde è generalmente meno armonizzata, colorata e tecnicamente riuscita, si presumeva che Matilde l'avesse donata poco prima della fine della sua vita, quando non aveva più l'artista della Croce di Ottone e Matilde a la sua disposizione. Poiché la Croce di Ottone e Matilde era spesso chiamata la "Croce di Matilde" a quel tempo, chiamò l'altra la "Croce Giovane di Matilde" o la "Seconda Croce di Matilde", identificandola posteriore sia per cronologia, sia per qualità complessiva.
La datazione della Croce di Mathilde a prima del 1011 ha sollevato problemi di storia dell'arte. Per prima cosa, i singoli motivi ornamentali si trovano anche sulla Croce Senkschmelz, che dovette essere creata in precedenza. Inoltre, il Gesù crocifisso della Croce di Mathilde mostra numerosi parallelismi con un gruppo di crocifissi in bronzo fuso, di cui l'esempio più evidente è il crocifisso sulla Croce di Hermann e Ida, che fu creato almeno trent'anni dopo la morte della badessa Matilde. Ci sono ulteriori parallelismi con le raffigurazioni della croce sulle sculture in avorio di Colonia, come la copertina del libro in avorio dell'Evangeliario di Teofano. Poiché l'attuale crocifisso non è montato all'interno, si è ipotizzato che la Croce di Matilde sia stata realizzata a metà dell'XI secolo ma che l'originale crocifisso sia stato sostituito con uno montato nella stessa impronta del precedente. Poiché gli studiosi presumevano che la badessa Sophia avesse interrotto diversi progetti di Matilde, come il westbau della cattedrale di Essen o il reliquiario di San Marsus, si presumeva anche che la Croce di Matilde fosse stata assemblata per la prima volta sotto la badessa Teofano dopo la reggenza di Sophia, o meglio che Teofano avesse concluso o terminato di assemblare la croce incompiuta donata da Matilde. Un argomento a favore di questa ricostruzione è la somiglianza del ritratto del donatore della Croce di Matilde con il ritratto del donatore di Teofano sulla copertina dell'Evangeliario di Teofano.
Una nuova interpretazione della Croce di Matilde è suggerita da Klaus Gereon Beuckers. Interpretando la stessa Teofano donatrice della croce, la data intorno al 1050. Il crocifisso sarebbe quindi originale. Beuckers ha incluso la Croce di Matilde tra gli sforzi di Teofano per commemorare Matilde. Teofano circondò la tomba di Matilde nel nuovo edificio consacrato nel 1051, la cosiddetta cripta di Teofano o cripta di Altfrid, concepita come con una struttura commemorativa, aumentando l'importanza liturgica della badessa precedente al fine di aumentare l'importanza dell'Abbazia. Teofano, quindi, avrebbe fatto realizzare un nuovo smalto per la Croce di Matilde, che richiamava direttamente lo smalto più antico già ad Essen. Beuckers suppone quindi che la Croce di Matilde sia stata realizzata ad Essen. Poiché gli unici smalti usati sui tesori più antichi di Teofano (il reliquiario del Sacro Chiodo e la Croce di Teofano) sono pezzi di reimpiego da opere anche di poco precedenti come la Madonna d'oro di Essen, Teofano probabilmente rimise in funzione il laboratorio di smalti di Essen con nuovo personale per la fabbricazione della croce di Mathilde, lo stesso laboratorio che aveva lavorato sotto Matilde per le sue croci processionali e per il reliquiario di Marsus.

## Uso liturgico
I dettagli sull'uso liturgico della croce non sono noti. Per quanto riguarda le fonti, soprattutto il Liber Ordinarius intorno al 1400, prescrivevano l'uso di croci astili per le processioni, ma questo veniva fatto in generale e senza menzionare le singole croci. Sebbene la diocesi non utilizzi più la Croce di Matilde nelle processioni per motivi di conservazione, non è un pezzo da museo, ma un oggetto religioso, che può essere utilizzato nelle funzioni religiose. Ad esempio, è stato utilizzato come croce d'altare il 5 novembre 2011 in una cerimonia commemorativa nel millesimo anniversario della morte di Matilde, per la cui memoria è stata originariamente donata.